# Ендоскопска хирургија синуса
Ендоскопска хирургија синуса (ЕХС) циља на патологију синуса и представља златни стандард за лечење хроничног риносинуситиса (ХРС). Границе ЕХС се непрестано шире са технолошким напретком, тако да у овом тренутку, индикације за ЕХС  превазилазе лечење риносинуситиса, јер је примена ове процедуре означила и своје место у лечењу тумора синуса и патологија изван синуса. 
Ендоскопска хирургија синуса вођена навигацијом данс је стекла велико признање у свету ринологије. Он води хирурга интраоперативно на основу снимака добијених пре операције. Систем праћења у хирургији вођеном сликом помаже у постизању темељитије и потпуније дисекције синуса, бољој визуализацији граница тумора како би се добиле негативне маргине и уз мањи ризик од компликација. 

## Историја
Увођење ендоскопског прегледа синуса почело је 1902. Међутим, ЕХС се није редовно обављала већи део 20. века  све до 1970-их година.   Од 1970-их, технике примењене у ендоскопској хирургији синуса су се константно развијале са технолошким напретком у новим хируршким инструментима, снимању, симулацији и навигацији.
Концепт операције синуса потиче из Месерклингерових студија о мукоцилијарном клиренсу и његовој улози у патогенези синуситиса. Циљеви функционалног ЕХС  у лечењу синуситиса су повећање синусних ушћа, обнављање адекватне аерације синуса, побољшање мукоцилијарног транспорта и обезбеђивање бољег пута за локалне терапије. Идеја која стоји иза ЕХС може изгледати једноставно, али анатомска варијабилност и широк спектар и тежина болести којима се бави сваки лекар ЕСС остају изазови за хирурга у сваком случају. Преоперативно планирање операције синуса је кључно за постизање оптималних резултата и избегавање свих могућих компликација.

## Опште информације
Болест синуса је један од значајних финансијских оптерећење за здравствени систем. На пример, у Сједињеним Америчким Државама постоји, у просеку, годишњи издатак за лечење болесника са хроничним риносинуситисок износи више од 8,3 милијарди долара. Поред трошкова лечења, хронични риносинуситис има велику негативну импликацију на квалитет живота пацијената (како емоционално тако и физички).  Дијагноза хроничног риносинуситиса треба да се заснива на симптомима и објективним налазима физичког прегледа коришћењем предње риноскопије, назалне ендоскопије или скенирања компјутеризованом томографијом.   На основу смерница клиничке праксе, хронични риносинуситис се у почетку лечи испирањем физиолошким раствором и/или локалним интраназалним стероидима.  Када максимална медицинска терапија не успе, следећи корак је ендоскопска операција синуса. Још увек не постоји универзално прихваћен консензус о критеријумима шта чини максималну медицинску терапију или о времену операције.  Улога хирургије у лечењу хроничног риносинуситиса са или без полипозе проучавана је дуги низ година, ЕСС је доказала своју улогу у значајном побољшању квалитета живота пацијената са хроничним риносинуситисом.
Током последњих неколико деценија, дошло је до огромне примене ендоскопских техника за патологије базе лобање, укључујући синоназалне злоћудне (малигне) болести. За одабране случајеве, злочудних тумора базе лобање ендоназалне ендоскопске технике се могу извести са куративном намером и смањеним хируршким морбидитетом и морталитетом.

## Индикације
Почетна и најчешћа индикација за ЕОС је хронични риносинуситис (запаљењски процес параназалних синуса) категориса у различите групе на основу трајања инфламаторног процеса:
- Акутни риносинуситис:  који траје мање од 4 недеље
- Субакутни риносинуситис: који траје између 4 до 12 недеља
- Хронични риносинуситис: који траје дуже од 12 недеља

Ове патологије су неке од најчешће индикованих стања за  ЕСС.  
Поред код хроничног риносинузитиса, ЕСС игра улогу у лечењу компликованог акутног риносинуситиса (АРС). Екстракранијалне и интракранијалне компликације АРС често се категоришу према посебној класификацији, која по редоследу повећања тежине:
- пре-септални целулитис,
- орбитални целулитис,
- субпериостални апсцес (СПА),
- орбитални апсцес (ОА),
- тромбозу кавернозног синуса.

У случајевима пресепталног и орбиталног целулитиса, ЕСС се узима у обзир када постоји оштећење вида или повећан интраокуларни притисак и у ситуацијама које се не побољшавају медицинским третманом. Такође ЕСС има важну улогу управљању субпериосталног апсцеса (посебно оних >1 цм) и орбиталног апсцеса. Апсцес се дренира, синуси се отварају и дренирају ради обнављања проходности, и обавезно узима секрет за културу како би се применила циљана антибиотска терапија.
С обзиром на интимну везу између етмоидних синуса и орбите, ендоскопска синусна хирургија се такође користи за приступ одређеним орбиталним патологијама транс-назално уз избегавање резова на кожи. Неке од индикација за ендоназални приступ орбити укључују декомпресију орбите и оптичког канала код Грејвсове болести или посттрауматске оптичке неуропатије, лезије екстраконалног медијалног орбиталног врха или простора, бенигне синоназалне туморе који инвазију на орбиту медијално и преломе медијалног орбиталног зида.
ЕСС је такође постао стандардна процедура за мукокеле, инвазивни и неинвазивни гљивични синуситис, синдром тихог синуса, туморе хипофизе, цурење цереброспиналне течности, бенигне и малигне синоназалне туморе и лезије вентралне базе лобање, лезије петрозног врха или птеригомаксиларне фосе. . Хирургија проширених синуса игра улогу у случајевима малигнитета у назалним и параназалним просторима, чак и код оних који се протежу кроз предњу базу лобање.